# 殺手保鑣2
是一部2021年美國動作喜劇電影，由派屈克·休斯執導，湯姆·歐康納、布蘭登·墨菲和菲爾·墨菲共同撰寫劇本。本片為2017年電影《殺手保鑣》的續集，主演包括萊恩·雷諾斯、山繆·傑克森、莎瑪·海耶克、法蘭克·葛里洛、理查·E·格蘭特、安東尼奧·班德拉斯和摩根·費里曼。劇情講述保鑣麥可·布萊斯在公司強制休假期間，被與他有段孽緣的殺手達瑞斯·金凱的妻子桑妮亞·金凱從一次暗殺中拯救以拯救達瑞斯。在休假期間，布萊斯不被允許使用槍械或致命武器，他只能憑自己的機智以拯救達瑞斯以及世界。
《殺手保鑣2》由獅門娛樂安排2021年6月16日在美國上映。

## 劇情
麥可·布萊斯因首集電影事件而導致執照被協會受審中，暫時不再擔任保鑣的他試圖在卡普里島度假時理清思緒，直到被桑妮亞·金凱找上，被要求協助救出被暴徒綁架的丈夫達瑞斯。
拯救達瑞斯後，三人都被國際刑警組織探員波比·歐尼爾抓獲，要求他們幫忙揪出企圖毀滅歐洲的恐怖份子首腦亞里斯多德·帕帕多普羅；亞里斯多德因歐盟正計劃對希臘實施更多制裁，而密謀摧毀歐洲電網和基礎建設。
布萊斯、達瑞斯和桑妮亞的存在被亞里斯多德察覺，對方的部下對三人展開猛烈攻擊；三人倖存後，拜訪了布萊斯的保鑣繼父老麥可·布萊斯尋求幫助。但三人很快遭亞里斯多德捉住。亞里斯多德透露自己與桑妮亞有過一段情，但桑妮亞利用假死及假死的說法欺騙了對方。布萊斯和達瑞斯從刑求室中逃脫，但桑妮亞得知達瑞斯私下至受孕診所買卵子，以解決夫妻倆未得子嗣的困擾後決定離開達瑞斯。老布萊斯隨後揭露自己為亞里斯多德工作並背叛了布萊斯。布萊斯和達瑞斯鎮定下來，共同努力營救桑妮亞並挫敗亞里斯多德。
亞里斯多德計劃在海上探鑽，以破壞歐盟的電網設備和通訊，布萊斯和達瑞斯入侵其遊艇，與對方的心腹們交手。但老布萊斯也在船上對付布萊斯，達瑞斯則與亞里斯多德交手。亞里斯多德被達瑞斯與逃脫的桑妮亞聯手殺死；布萊斯殺死繼父後，設法按下手動操作裝置以摧毀船隻並停止鑽探，三人在遊艇的大爆炸中倖存下來。
事後，歐尼爾要求布萊斯、達瑞斯和桑妮亞必須要待在一艘船上避嫌48小時才能獲准獲釋（然而在後面他緊急打給布萊斯時表示解除通緝令需要更久的時間，請他們繼續在船上待一個月，甚至有可能兩個月或更久），然後遞給布萊斯文件讓他簽字，他認為這是自己保鑣執照中能恢復。但未料，他簽下的是收養文件，令布萊斯成為達瑞斯和桑妮亞的養子，桑妮亞萬分感謝，布萊斯和達瑞斯都為此感到非常恐懼。達瑞斯和桑妮亞在遊艇上做愛，布萊斯沮喪地從自己駕駛的遊艇上跳了下來。

## 演員
| 演員                               | 角色                                           | 簡介 |
| 萊恩·雷諾斯 Ryan Reynolds          | 麥可·布萊斯 Michael Bryce                      | 曾獲AAA獎的頂級保鑣，行事一板一眼，在上集的護送任務後被評審委員會除牌。                                                                                                  |
| 山繆·傑克森 Samuel L. Jackson      | 達瑞斯·金凱 Darius Kincaid                     | 職業殺手，曾殺害麥可的客戶而導致其事業一落千丈。 |
| 莎瑪·海耶克 Salma Hayek            | 桑妮亞·金凱 Sonia Kincaid                      | 著名女騙徒，性格衝動火爆，達瑞斯的妻子。 |
| 安東尼奧·班德拉斯 Antonio Banderas | 亞里斯多德·帕帕多普羅斯 Aristotle Papadopolous | 本作反派。希臘船業大亨，十分愛國，認為希臘是世界文明的中心。在希臘被歐盟制裁後心深不忿，試圖破壞歐洲的所有主要基建，讓全世界與希臘陪葬，並令希臘再度成為世界文明的中心。 |
| 摩根·費里曼 Morgan Freeman         | 老麥可·布萊斯 Michael Bryce Sr.                | 麥可的繼父，毫不疼愛麥可和其母親，更認為麥可令他名譽受損。曾奪得多屆AAA獎的頂級保鑣。亦為亞里斯多德的保安顧問兼私人保鑣，參與了其破壞歐洲基建的計劃。                    |
| 法蘭克·葛里洛 Frank Grillo         | 巴比·歐尼爾 Bobby O'Neill                      | 自以為是的國際刑警探員，原駐波士頓，因處事不擇手段，後被降職至歐洲分部。因其線人卡洛被麥可、達瑞斯和桑妮亞殺害而要求他們三人來代替卡洛與亞里斯多德交涉並拯救歐洲。       |
| 艾莉絲·麥克米蘭 Alice McMillan     | 艾裘 Ailso                                     | 克勞利的助手兼翻譯，說著一口難懂的蘇格蘭英語，被克勞利派往協助歐尼爾。                                                                                                   |
| 湯姆·霍珀 Tom Hopper               | 馬格森 Magnusson                               | 唯一連續三年獲得AAA獎的頂級保鑣，麥可的偶像，委託金額為天文數字。受僱於亞里斯多德，替其執行破壞歐洲基建的計劃。                                                          |
| 克里斯多福·上安 Kristofer Kamiyasu | 真拓 Zento                                     | 槍法高超的日本殺手，曾搶走達瑞斯的多單生意。受僱於亞里斯多德，替其執行破壞歐洲基建的計劃。                                                                               |
| 嘉布瑞拉·萊特 Gabriella Wright     | 薇洛妮卡 Veronika                              | 亞里斯多德的得力手下，火辣狠毒的女殺手，參與了其破壞歐洲基建的計劃。要殺死桑妮亞·金凱結果被其打爆胸部致死。                                                              |
| 德拉甘·米察諾維奇 Dragan Mićanović | 弗拉德 Vlad                                    | 亞里斯多德的得力手下，電影初段被誤認為內鬼而被亞里斯多德折斷頸骨殺害。                                                                                                   |
| 卡羅琳·古道爾 Caroline Goodall     | 克勞利 Crowley                                 | 國際刑警歐洲分部部長，毫不信任歐尼爾，但在歐尼爾多次猜中亞里斯多德的下一步時不得不讓其執行計劃。                                                                         |
| 米托斯·耶羅穆 Miltos Yerolemou     | 卡洛 Carlo                                     | 意大利黑手黨老大，亞里斯多德的合作夥伴，實為歐尼爾沒有正式登記的線人。與達瑞斯有積怨，於電影初段將其綁架，卻遭其反殺。                                                   |
| 布萊克·里森 Blake Ritson           | 岡瑟·馮·韋伯 Gunther von Weber                 | 克羅地亞網路恐怖份子，被16個國家通緝，發明了幽靈H7病毒，威力促以癱瘓並破壞一個城市。在麥路臣和薇洛妮卡測試病毒的威力後被麥路臣殺害。                                     |
| 布賴恩·卡斯佩 Brian Caspe          | 華特·費雪 Walter Fiscer                        | 歐盟委員會主席，於電影開首被亞里斯多德的手下綁架並殺害。 |
| 理查·E·格蘭特 Richard E. Grant     | 塞佛特先生 Mr. Seifert                         | 麥可的舊客戶，於上集曾聘用其。本集於意大利菲諾港的夜店中吸毒。 |
| 早乙女津和雪 Tsuwayuki Saotome     | 黑澤先生 Mr. Kurosawa                          | 日本軍火商人，曾為麥可的客戶，於上集被達瑞斯殺害並導致麥可事業一落千丈。本集僅於麥可的夢境中登場。                                                                       |

蓋瑞·歐德曼在前集飾演弗拉迪斯拉夫·杜霍維奇（Vladislav Dukhovich），其存檔鏡頭於回憶片段中登場。派屈克·休斯客串演出一名俱樂部保鑣。

## 製作
2018年5月，據報導萊恩·雷諾斯、山繆·傑克森和莎瑪·海耶克正為回歸《殺手保鑣》續集《殺手保鑣2》進行早期洽談，並計劃在同年晚些時候開始拍攝。獅門影業正為美國的發行權進行洽談，派屈克·休斯亦為回歸執導電影一事進行洽談。2018年11月，獅門影業從Millennium Films手中收購了美國發行權，而馬修·歐托爾和李斯·韋爾登將通過Millennium和Campbell Grobman Films製作電影。休斯確認回歸執導電影，布蘭登·墨菲和菲爾·墨菲撰寫劇本。雷諾斯、傑克森和海耶克正式簽約回歸續集。2019年3月，法蘭克·葛里洛、摩根·費里曼和安東尼奧·班德拉斯加盟劇組，而理查·E·格蘭特回歸演出他的角色。

### 拍攝
主體拍攝於2019年3月2日在歐洲進行。拍攝地點包括意大利、克羅地亞、斯洛文尼亞、保加利亞和英國。

## 發行
《殺手保鑣2》起初由獅門娛樂定於2020年8月28日在美國上映。2020年5月，由於COVID-19疫情影響，美國上映日改為2021年8月20日，之後又改為2021年6月16日。

## 反響

### 票房
在美國和加拿大，《殺手保鑣2》在為期五天的首映週末期間，預計將在3000家影院獲得約1500萬美元的票房。首週末票房收入達1170萬美元，五天票房總計1700萬美元，位居票房榜首。
| 上一届： 《噤界II》 | 2021年美國週末票房冠軍 第25週 | 下一届： 《玩命關頭9》 |

### 評價
本片得到了多數影評人的負面評價。爛番茄根據192條評論，本片獲得26%的新鮮度，平均得分4.3／10，觀眾投票獲得79%的分數，平均得分為4／5。在Metacritic上，電影獲得32分。據美國CinemaScore所進行的調查，觀眾的平均評價於A+至F間落於「B」。

## 外部連結
- 互联网电影数据库（IMDb）上《殺手保鑣2》的资料（英文）
- AllMovie上《殺手保鑣2》的资料（英文）
- Box Office Mojo上《殺手保鑣2》的資料（英文）
- Metacritic上《殺手保鑣2》的資料（英文）
- 爛番茄上《殺手保鑣2》的資料（英文）
- 開眼電影網上《殺手保鑣2》的資料（繁體中文）
- Yahoo奇摩電影上《殺手保鑣2》的資料（繁體中文）
- 雅虎香港電影上《殺手保鑣2》的資料（繁體中文）
- 豆瓣电影上《殺手保鑣2》的資料 （简体中文）
- 时光网上《殺手保鑣2》的資料（简体中文）